# 末和海
末 和海（すえ かずみ、1929年 - 2024年6月3日）は日本の時計技術者である。大阪府堺市出身。

## 略歴
- 幼年期から機械式時計に強い興味を示し、中学校時代から独学で時計修理技術を習得する。
- 1945年 - 大阪府立工業専門学校（現在の大阪府立大学工学域）精密機械工学科に進学。
- 1949年 - 「日本時計師会」の前身である「日本時計学会 関西支部」の発足メンバーとして参加[1]。
- 1954年 - 日本で初実施されたH.I.A.（アメリカ時計学会）-C.M.W.試験（サーティファイド・マスター・ウォッチメーカー）に合格[1]。
- 1956年 - ｢日本時計研究会｣の前身である｢アメリカ時計学会日本支部関東班｣を立ち上げ[1]。
- 1968年 - リコー時計(現リコーエレメックス)在職中にダイナミックオート33,45、リコーワイド33等開発、世界の多石化の先鞭となり、リコーワイドは国産唯一のメカ式瞬間跳躍式カレンダーとなる[1]。
- 1967年 - ｢全時連｣の推薦により、労働省中央技能検定委員会学識経験者委員として、2006年まで40年間就任[1]。
- 1968年 - 全時連の要請により、ブラッセル(オランダ)の技能五輪国際大会の時計職種競技デモンストレーションの現地調査を行う[1]。
- 1969年 - 全時連主催｢技能五輪全国大会時計職種競技｣の技術委員、主査競技委員[1]。
- 1970年 - 千葉で開催された｢技能五輪国際大会時計職種技能｣のショップマスター[1]。
- 1985年 - 労働大臣表賞受賞[1]。
- 2013年 - 日本時計師会を再興。初代会長、現名誉会長。

## 著書
- 『稀世の「時計師」ものがたり』文藝春秋企画出版部、2020、ISBN 978-4160089785
- 『時計旋盤の使い方』松田技術、1960

### 翻訳
- James L Hamilton『時計の歩度調整 脱進機修理の秘訣 ひげぜんまい取扱の秘訣』グノモン社、1971
- 『標準時計技術読本』グノモン社、1960
- James L Hamilton『脱進機修理の秘訣』グノモン社、1958
- James L Hamilton『時計の歩度調整』米国時計学会日本支部、1956